# Frances Sidney
Frances Radclyffe (née Sidney), comtesse de Sussex (1531-1589) est une dame de la chambre à coucher de la reine Élisabeth Ire et la fondatrice du Sidney Sussex College de Cambridge. Elle est la fille de William Sidney de Penshurst Place dans le Kent, un éminent courtisan pendant le règne du roi Henri VIII, et de son épouse, Anne Packenham. Elle est la sœur d'Henry Sidney, et la tante du poète Philip Sidney et du premier comte de Leicester.
En 1555, elle épouse (en tant que seconde épouse) Thomas Radclyffe, vicomte FitzWalter qui est nommé Lord adjoint d'Irlande en avril 1556 et qui succède à son père en tant que 3e comte de Sussex en 1557. Ils n'ont aucun enfant.
Dans son testament, Lady Sussex laisse la somme de 5 000 £ avec une assiette pour fonder un nouveau collège à l'Université de Cambridge « qui s'appellera le Lady Frances Sidney Sussex College». Ses exécuteurs testamentaires, John Harington et Henry Grey, 6e comte de Kent, supervisés par l'archevêque John Whitgift, fondent le collège sept ans après sa mort. Ses armes sont utilisés par le Sidney Sussex College de Cambridge et une mascotte du collège est un porc-épic bleu et or, tiré d'un blason de la famille Sidney,.

## Jeunesse
Frances Sidney est née vers 1531 au palais de Penshurst dans le Kent de William Sidney et Anne Pagenham. Elle est leur quatrième et plus jeune fille et a donc un certain nombre de frères et sœurs, dont Mary Margaret Sidney, Lucy Sidney, Mabel Sidney, Agnes Fitzwilliam et Henry Sidney.
Les Sidney sont devenus riches au milieu du XVe siècle en tant que propriétaires terriens de la région de Sussex-Surrey. Le père de Frances, William Sidney, vit entre 1482 et 1554 et est un courtisan d'Henri VII et d'Henri VIII. Par conséquent, les Sidney sont bien connus de la famille royale.

## Mariage
Frances épouse Thomas Radclyffe, Lord Fitzwalter, à Hampton Court entre le 26 et le 29 avril 1555. Le mariage est célébré par un tournoi au cours duquel le roi jure uxoris d'Angleterre, le roi Felipe, participe aux joutes. À ce stade, Fitzwalter est en faveur du roi car il est appelé à siéger à la Chambre des lords et est nommé membre du Conseil privé du roi Felipe. Frances n'est pas sa première femme ; La première épouse de Radclyffe, Elizabeth Wriothesley, est décédée sans enfant après dix ans de mariage. Ainsi, il est essentiel qu'il trouve une nouvelle épouse pour produire un héritier, à tel point qu'il épouse rapidement Frances, trois mois après la mort de sa femme en janvier 1555.
L'union de Frances avec Thomas Radclyffe suscite immédiatement des tensions. Son père, Henry Radclyffe, 2e comte de Sussex, a été juge dans la conspiration de Lady Jane Grey et a par la suite ordonné la pendaison et l'écartèlement de l'épouse d Henry Sidney, le frère de Mary Sidney .
Désireuse de produire un héritier, en 1556, Lady Sidney se rend en Irlande avec son mari car il vient d'être nommé Lord adjoint d'Irlande. Malheureusement, durant toutes leurs années de mariage, ils n'ont pas d'enfants. Lady Sussex est donc motivée à consacrer sa succession à sa passion pour l'éducation et au développement d'un nouveau collège éponyme à l'Université de Cambridge.

## Administration anglaise en Irlande
Lady Sidney, 24 ans, accompagne Lord Fitzwalter, 30 ans, en Irlande, arrivant « sur le quai de Dublin le dimanche de Pentecôte » en 1556. Thomas Radclyffe, Lord Fitzwalter, est Lord Adjoint d'Irlande de 1556 à 1560, obtenant le titre de 3e comte de Sussex en 1557 (titrant ainsi Frances Sidney comme Lady Sidney, comtesse de Sussex), et plus tard en tant que Lord Lieutenant de 1560 à 1564.

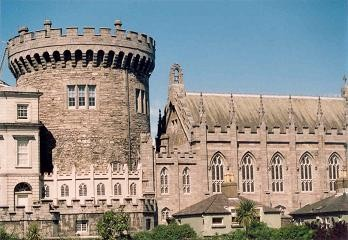
Le château de Dublin a été décrit comme « ruineux, sale et délabré » au moment de leur arrivée en 1556.

Quand ils arrivent, ils doivent être logés dans la résidence vice-royale du XIIIe siècle, le Château de Dublin, mais il est immédiatement déterminé qu'il ne convenait pas. Alternativement, et suivant l'exemple du Lord Adjoint Anthony St Leger avant eux, Lord Fitzwalter et Lady Sidney occupent le prieuré de Kilmainham. Alors que cette propriété se trouve à quatre kilomètres de Dublin, elle évite les conditions de vie horribles de Dublin et a été rénovée au prix de 100 £ quelques années auparavant. Il sert de résidence au Lord Deputy Sussex jusqu'à ce qu'Henry Sidney rénove plus tard le château de Dublin afin de ramener le siège du gouvernement anglais à sa position traditionnelle en Irlande.
Les Sussex passent beaucoup de temps loin de l'Irlande, passant près de 3 ans de leur mandat de 8 ans à l'étranger . Le comte et lady Sussex passent souvent la moitié de l'année en Irlande et l'autre moitié en Angleterre. La plus longue période de séjour continu en Irlande a lieu vers la fin du mandat du comte de Sussex en tant que Lord Lieutenant, où ils passent vingt-deux mois consécutifs en Irlande . Frances reste aux côtés du comte de Sussex pendant une grande partie de ce temps.
Leur absence est due à la réticence totale des vice-rois anglais, comme le comte de Sussex, à régner sur l'Irlande. Ils sont absents si fréquemment qu'ils n'ont pas créé de Cour irlandaise à aucun moment de leur mandat. Les épouses des vice-rois d'Irlande tout au long de cette période, y compris Frances, ne réussissent pas à établir un lien significatif entre l'Irlande et l'Angleterre en raison de leur absence fréquente et de leur difficulté à s'assimiler.
La vie est difficile pour Lady Sidney en Irlande, son manque d'enfants a un impact sur son statut aux yeux du public irlandais. Les monarques changeants, d'Édouard VI à Marie en passant par Elizabeth, entraînent des changements importants dans la pratique religieuse au fil des ans, ce qui suscite une certaine controverse. Cela rend également la vie quotidienne difficile pour Lady Sidney, car les épouses des vice-rois d'Irlande sont censées être de pieux exemples de foi.
Le comte de Sussex est largement réputé pour sa gouvernance martiale. Les Leicesters sont de fermes critiques des Sussex à l'époque, et rétrospectivement, Brady critique les efforts de Lady Sidney. Lorsque Frances arrive en Irlande, elle est jeune et inexpérimentée. L'absence fréquente du comte et de son épouse a un impact significatif sur leur capacité à cultiver les relations entretenues avec Maguire et O'Neill, deux puissances importantes en Irlande à l'époque.
À son arrivée en Irlande en 1556, le comte de Sussex rencontre un certain nombre de factions militantes, notamment des Écossais. Néanmoins, le comte de Sussex développe de bonnes relations avec Sean Maguire, seigneur de Fermanagh, et forme une alliance solide avec lui. En 1557, Shane O'Neill, un seigneur gaélique, affirme que la prétention de son demi-frère à succéder au titre de comte de Tyrone est illégitime. Le comte de Sussex refuse cette demande, cependant, en 1559, à la mort du comte de Tyrone en place, O'Neill réaffirme sa demande. Le comte de Sussex proteste contre l'intention de la reine Elizabeth Ire d'accorder à O'Neill le titre de comte et milite contre lui. Après de nombreux conflits, O'Neill est victorieux et reconnu comme le comte de Tyrone. O'Neill écrit alors à Elizabeth et demande à épouser la sœur du comte de Sussex, Lady Frances Radclyffe.

## Cour d'ÉlisabethIre
Le comte de Sussex et le comte de Leicester sont rivaux pour la faveur d'Elizabeth. Le frère de Lady Sidney, Henry Sidney, épouse Mary Dudley, la fille aînée du duc de Northumberland et sœur du favori de la reine, Robert Dudley, 1er comte de Leicester.
Il n'y a aucune référence de Frances remplissant n'importe quel rôle dans les cours d'Édouard VI ou de Mary Ire En 1571 cependant, Frances bénéficie de l'attention de la reine Elizabeth car sa belle-sœur, Mary, est femme de chambre. Elizabeth rend visite au comte et à la comtesse de Sussex dans leur maison de Bermondsey à deux reprises en 1571. Cette année-là, Mary et Frances contractent toutes deux la variole, une infection qui défigure considérablement Mary, bien que la reine et Frances se soient bien rétablies,. En 1578, lady Sussex reçoit ses premières nominations en tant que dame de la chambre de la reine.

## Mort et héritage
Le comte de Sussex meurt le 9 juin 1583. À sa mort, il lègue à Frances « tous ses bijoux, évalués à 3 169 £ ; 4000 onces de plaque dorée; et les revenus des manoirs dans l'Essex et des domaines dans le Norfolk ».
Après la mort de son mari, Lady Sidney devient très amère et de plus en plus favorable au protestantisme, adoptant la devise « Dieu me garde de calomnie » (en français). Sa gestion prudente des manoirs du défunt comte de Sussex lui assurent une grande aisance. Au cours de cette période, Lady Sidney continue d'être persécutée alors que le député Arthur Hall, notoirement peu recommandable, publie une brochure vexatoire à son sujet après qu'elle ait rejeté ses avances,.
Lady Sidney est décédée dans sa maison de Bermondsey le 9 mars 1589. Elle est enterrée dans la chapelle de St Paul, à l'abbaye de Westminster le 15 avril 1589 .

### Collège Sidney Sussex, Cambridge

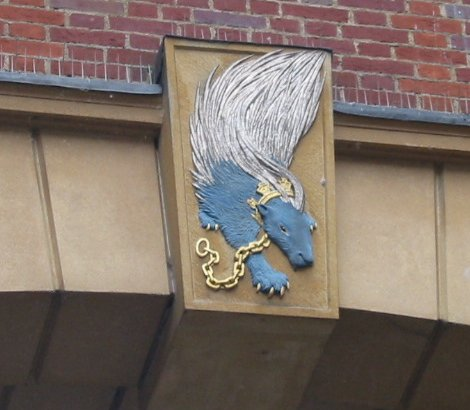
Emblème héraldique de Sidney Sussex College, un porc-épic (statant) d'azur pennes col et chaîne ou, étant une crête de la famille Sidney

Lady Sidney conserve sa passion pour l'éducation tout au long de son séjour à la cour d'Elizabeth. Dans la traduction par Thomas Rogers de The Faith of the Church Militant de Niels Hemmingsen, une œuvre protestante puissante et savante, Rogers inclut une dédicace au soutien de Lady Sidney à l'éducation. Dans son testament daté du 6 décembre 1588, Lady Sidney déclare qu'elle souhaite utiliser le domaine qu'elle a hérité de son mari « pour ériger un monument bon et pieux pour le maintien d'un bon savoir ». Henry Gray, comte de Kent, est l'exécuteur testamentaire en chef de son testament et le lord archevêque de Cantorbéry en est le superviseur. Lady Sidney prend des dispositions pour payer une rente perpétuelle de 20 £ pour la nomination d'un conférencier bihebdomadaire à l'abbaye de Westminster pour toujours, 100 £ à répartir entre les « ministres pieux » de Londres et 5 000 £ pour l'érection et la fondation d'un nouveau collège à l'Université de Cambridge. Le Collège serait fondé sous le nom de « Lady Frances Sidney Sussex College » avec suffisamment d'argent pour l'entretien d'un maître, de dix boursiers et de vingt universitaires.
Le comte de Kent et John Harrington rencontrent des contraintes fiscales considérables lors de la création du collège, au cas où les fonds seraient insuffisants pour la fondation d'un collège, Lady Sidney a également autorisé les fonds à aller à l'amélioration du Clare College. Dans ce dernier cas, le collège devait être rebaptisé « Clare and Lady Frances Sidney Sussex College ».
Bien que le testament ait été contesté par des proches de Lady Sidney, tous ont échoué et le collège est fondé en 1596, sept ans après la lecture du testament et après l'intervention personnelle d'Elizabeth, malgré son aversion pour Lady Sidney. juste avant sa mort.
Le porc-épic apparaît sur son monument funéraire en marbre et albâtre de 24 pieds de haut dans la chapelle St Paul de l'abbaye de Westminster . Dans ce monument, que l'on pense conçu par Ralph Symons et sculpté par Richard Stevens elle est représentée dans la couronne d'une comtesse.

## Sources
- Brady, C. (1996). Shane O'Neill (1ère éd. ). Dundalgan Press Ltd.
- Brewer, J., & Bullen, W. (1868). Calendrier des manuscrits Carew . Longman.
- Ciaran Brady, « Political Women and Reform in Tudor Ireland », dans Women in Early Modern Ireland, éd. Margaret MacCurtain et Mary O'Dowd (Édimbourg : Edinburgh University Press, 1991), 82.
- College history . Sid.cam.ac.uk. (2020). Consulté le 27 mai 2020 sur https://www.sid.cam.ac.uk/about-sidney/college-history
- Edwards, G. (1899). Sidney Sussex College (1re éd. ). FE Robinson et co.
- Hearn, K. (1995). Dynasties: Painting in Tudor and Jacobean England . Rizzoli.
- Hollande, K., 2011. The Sidney Women in Ireland, c. 1556-1594 . Journal de Sydney, 29(1-2).
- John Hooker, « The Supplie of this Irish Chronicle, Continued from the Death of King Henry VIII, 1546, until this Present Yeare 1586 », dans Holinshed, R., & Harrison, W. (1965). Chroniques d'Angleterre, d'Écosse et d'Irlande de Holinshed (6e éd. ). Ams Press Inc.
- Levin, C., Bertolet, A., & Carney, J. (2016). A Biographical Encyclopedia Of Early Modern Englishwomen (1re éd., p. 212). Routledge.
- MacCaffrey, W. (2008). Sidney, Sir Henry (1529–1586), lord deputy of Ireland and courtier . Dictionnaire d'Oxford de Biographie nationale. Extrait le 23 avril 2020 de https://www.oxforddnb.com/view/10.1093/ref:odnb/9780198614128.001.0001/odnb-9780198614128-e-25520#odnb-9780198614128-e-25520 .
- MacCurtain, M., & O'Dowd, M. (1992). Women in Early Modern Ireland, 1500-1800 (1re éd.). Édimbourg UP
- Montague-Smith, P. (1970). Debrett's peerage, baronetage, knightage, and companionage (1re éd.). Kelly's Directories Ltd.
- Prior, M. (2004). Radcliffe [née Sidney], Frances, comtesse de Sussex . Dictionnaire d'Oxford de Biographie nationale. Consulté le 23 avril 2020 sur https://www.oxforddnb.com/view/10.1093/ref:odnb/9780198614128.001.0001/odnb-9780198614128-e-66355 .
- Scott, W. (1821). Kenilworth (1re éd., ch. 16). Hurst, Robinson et Cie.
- L'abbaye de Westminster. 2020. Frances Sidney, Countess Of Sussex. [en ligne] Disponible sur : < https://www.westminster-abbey.org/abbey-commemorations/commemorations/frances-sidney-countess-of-sussex > [Consulté le 16 mars 2020].